# Турецко-персидская война (1723—1727)
Турецко-персидская война 1723—1727 годов — последний вооружённый конфликт между Османской империей и сефевидской Персией.

## Предыстория
После подписания в 1639 году Зухабского мира между Османской империей и сефевидской Персией наступил мир. Так как в то время Османская империя не имела постоянных посольств в других государств, то информация о происходящих в них доходила случайным образом, и поэтому когда в начале XVIII века в Персии начались внутренние проблемы, то в 1720 году султан Ахмед III отправил к шаху Султан Хусейну в качестве посла Ахмеда Дюрри-эфенди, чтобы он получил сведения о происходящем. Официальной целью визита являлись консультации с Сефевидами в отношении турецко-австрийского торгового соглашения 1718 года, в котором имелся пункт, регулирующий проезд персидских купцов по территории Османской империи.
В 1721 году в Персию с востока вторглись афганские племена гильзаев, которые в следующем году взяли персидскую столицу Исфахан. Вождь афганцев Мир Махмуд провозгласил себя новым шахом, однако большинство персидских провинций этого не признало. Сын Султан Хусейна — Тахмасп — бежал на север и там провозгласил шахом себя. Его опорой стали Азербайджан и прикаспийские провинции.
Тахмасп обратился за помощью к России, обещая взамен уступку северных провинций. Русские войска вошли в Дагестан и восточное Закавказье. Османская империя решила воспользоваться ситуацией и захватить Закавказье и Курдистан.

## Ход войны
В 1723 году турецкие войска в нарушение Зухабского договора вторглись в Восточную Армению и Восточную Грузию, и в течение двух лет завладели всем регионом, за исключением Карабаха и Сюника, где местные армянские князья под руководством Давид-Бека, Авана Юзбаши и Мхитара Спарапета удерживали натиск турецких войск на протяжении почти десяти лет. Армяне Сюника и Карабаха попросились в русское подданство, но Россия не решилась на войну с Османской империей. 
Османы установили гарнизоны в Тбилиси, Нахичевани, Гяндже и Ереване. Крепость в Ереване была отремонтирована и служила в качестве административного штаба Османского военного управления в Восточной Армении .
В 1724 году при содействии французских посредников между Российской и Османской империями был заключён Константинопольский договор, в котором были согласованы условия раздела северо-западных земель Персидской империи. Опираясь на этот договор, а больше на просто силу, турки заняли не только то, что им было «уступлено», но даже Казвин — официальную столицу Тахмаспа, которому пришлось бежать в горы Мазандерана.
Турки оправдывали свои действия против Персии тем, что те в Персии исповедовали шиитскую, «неправильную» версию ислама, однако при этом решили оказать формальную поддержку не афганцам, а восстановлению династии Сефевидов. Однако у афганцев хватило дерзости использовать против турок их же казуистику: они обратились к султану с просьбой признать их законными правителями Персии на том основании, что персидские шииты являются еретиками. Однако в Стамбуле этот призыв не произвёл никакого впечатления.
Тем временем в Персии появилось несколько самозванцев, претендовавших на престол Сефевидов. В ответ Мир Махмуд приказал вырезать всех настоящих Сефевидов, попавших в его руки, но в 1725 году погиб сам в результате дворцового переворота, приведшего к власти его двоюродного брата Мир Ашрафа. Мир Ашрафу удалось остановить турок буквально на подступах к Исфахану.

## Итоги
В 1727 году был заключён Хамаданский договор, по которому Мир Ашраф фактически признал себя вассалом султана и передал Османской империи весь западный и северный Иран, включая округ, в котором сегодня находится Тегеран.